# Club Deportivo Ferriolense
El Club Deportivo Ferriolense es un equipo de fútbol español de Palma de Mallorca (Baleares) Fundado en 1965, juega en Regional Preferente de Baleares. Su estadio es el Estadio Municipal de Son Ferriol, con una capacidad para 3000 espectadores.

## Trayectoria
| Temporada   | División | Posición | Copa del Rey |
| ----------- | -------- | -------- | ------------ |
| desde 65-66 | Regional | —        |              |
| hasta 89-90 | Regional | —        |              |
| 1990/91     | 3.ª      | 10.º     |              |
| 1991/92     | 3.ª      | 7.º      |              |
| 1992/93     | 3.ª      | 6.º      |              |
| 1993/94     | 3.ª      | 13.º     |              |
| 1994/95     | 3.ª      | 8.º      |              |
| 1995/96     | 3.ª      | 9.º      |              |
| 1996/97     | 3.ª      | 7.º      |              |
| 1997/98     | 3.ª      | 12.º     |              |
| 1998/99     | 3.ª      | 3.º      |              |
| 1999/00     | 3.ª      | 11º      |              |
| 2000/01     | 3.ª      | 2.º      |              |
| 2001/02     | 3.ª      | 2.º      |              |
| 2002/03     | 3.ª      | 6.º      |              |

| Season  | División | Place | Copa del Rey |
| ------- | -------- | ----- | ------------ |
| 2003/04 | 3.ª      | 13.º  |              |
| 2004/05 | 3.ª      | 6.º   |              |
| 2005/06 | 3.ª      | 3.º   |              |
| 2006/07 | 3.ª      | 7.º   |              |
| 2007/08 | 3.ª      | 5.º   |              |
| 2008/09 | 3.ª      | 6.º   |              |
| 2009/10 | 3.ª      | 4.º   |              |
| 2010/11 | 3.ª      | 12.º  |              |
| 2011/12 | 3.ª      | 17.º  |              |
| 2012/13 | 3.ª      | 11.º  |              |
| 2013/14 | 3.ª      | 14.º  |              |
| 2014/15 | 3.ª      | 17.º  |              |

- 25 Temporadas en Tercera División de España

## Palmarés

### Trofeos regionales
- Copa R.F.E.F (Fase Autonómica): (2) 2002-03, 2007-08

### Trofeos amistosos
- Trofeo Nicolás Brondo: (2) 1992, 1993